# ورزشگاه مموریال (سیاتل)

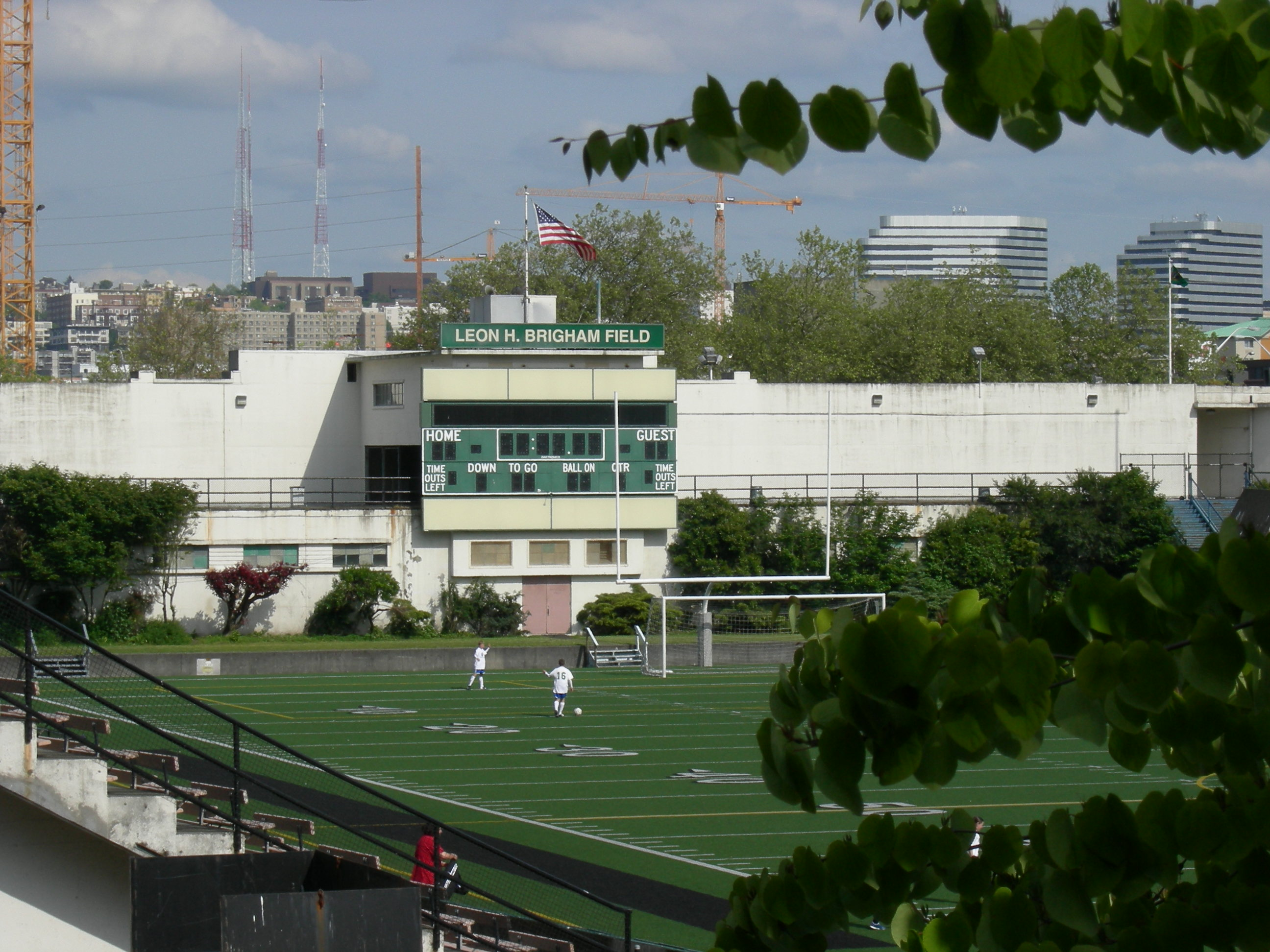

ورزشگاه مموریال (سیاتل) (به انگلیسی: Memorial Stadium) با ظرفیت ۱۷٬۰۰۰ نفر در شهر سیاتل، واشینگتن ایالت ایالت واشینگتن واقع شده‌است. این ورزشگاه در تاریخ ۱۹۴۸ تأسیس شد